# Acrocercops serriformis
Acrocercops serriformis là một loài bướm đêm thuộc họ Gracillariidae. Nó được tìm thấy ở Indonesia (Java), Malaysia (Sabah) và Guadalcanal.
Ấu trùng ăn các loài Jatropha gossypifolia, Ricinus communis và Bauhinia. Chúng có thể ăn lá nơi chúng làm tổ.